# 쇼 여러분의 토요일
《쇼 여러분의 토요일》은 KBS 2TV에서 2001년 5월 5일부터 11월 3일까지 토요일 저녁 6시 10분에 방송되었던 와이드 버라이어티 프로그램이다.
한편, 메인 MC 서세원은 2001년 1월 27일 막을 내린 SBS 《좋은 예감 즐거운 TV》 이후 해당 프로그램으로 주말 시간대 MC 복귀를 했는데 '맞선 임파서블' 코너가 외모를 비하해 웃음을 유발하고 아름다운 외모가 권력임을 보여주었다는 이유 탓인지 민언련 선정 2001년 5월 이달의 나쁜 방송에 선정되는 불명예를 안았다. 게다가, 잘못된 방송언어 사용 등의 이유 탓인지 10% 안팎의 시청률로 고전을 면치 못했고 결국 2001년 가을개편 때 막을 내렸다.

## 코너
- 2001 스포츠 오딧세이
- 우리들의 학교
- 다시 부르는 쿵따리 샤바라

- 맞선 임파서블
- 아쿠아걸
- 더위 비켜!
- 천국의 아이들

- 신화의 고공침투
- 신화의 드리븐

- 신화의 축하특공대

- 신화의 X-file

## 타이틀 변천사
| 기수 | 타이틀                 | 방송 기간                           |
| ---- | ---------------------- | ----------------------------------- |
| 1기  | 쇼 토요특급            | 1990년 6월 16일 ~ 1991년 5월 18일   |
| 2기  | 토요 대행진            | 1991년 5월 25일 ~ 1992년 10월 3일   |
| 3기  | 전원집합 토요대행진    | 1992년 10월 10일 ~ 1993년 10월 16일 |
| 4기  | 토요일 7시가 좋다      | 1994년 10월 15일 ~ 1995년 4월 29일  |
| 5기  | 출발 토요대행진        | 1995년 5월 6일 ~ 1996년 3월 2일     |
| 6기  | 토요일 전원출발        | 1996년 3월 9일 ~ 1998년 2월 14일    |
| 7기  | 자유선언 오늘은 토요일 | 1998년 10월 17일 ~ 2001년 4월 28일  |
| 8기  | 쇼 여러분의 토요일     | 2001년 5월 5일 ~ 2001년 11월 3일    |
| 9기  | 자유선언 토요대작전    | 2001년 11월 10일 ~ 2003년 11월 1일  |
| 10기 | 천하무적 토요일        | 2009년 4월 25일 ~ 2010년 12월 25일  |
| 11기 | 자유선언 토요일        | 2011년 6월 4일 ~ 2012년 3월 31일    |

## 같이 보기
- 자유선언 오늘은 토요일(1998.10.17~2001.4.28)
- 자유선언 토요대작전(2001.11.10~2003.11.1)(처음에는 '토요대작전'으로 출발했다가 2002년 4월 6일부터 제목 변경)